# Sigge Ullén

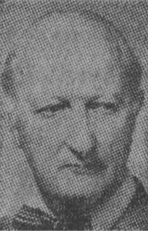
Sigge Ullén.

Olof Vilhelm Sigfrid (Sigge) Ullén, född 29 juli 1898 i Roslagsbro församling, Stockholms län, död 3 april 1983 i Hässelby församling, Stockholms län, var en svensk arkitekt. Han var far till Jan Olov Ullén.

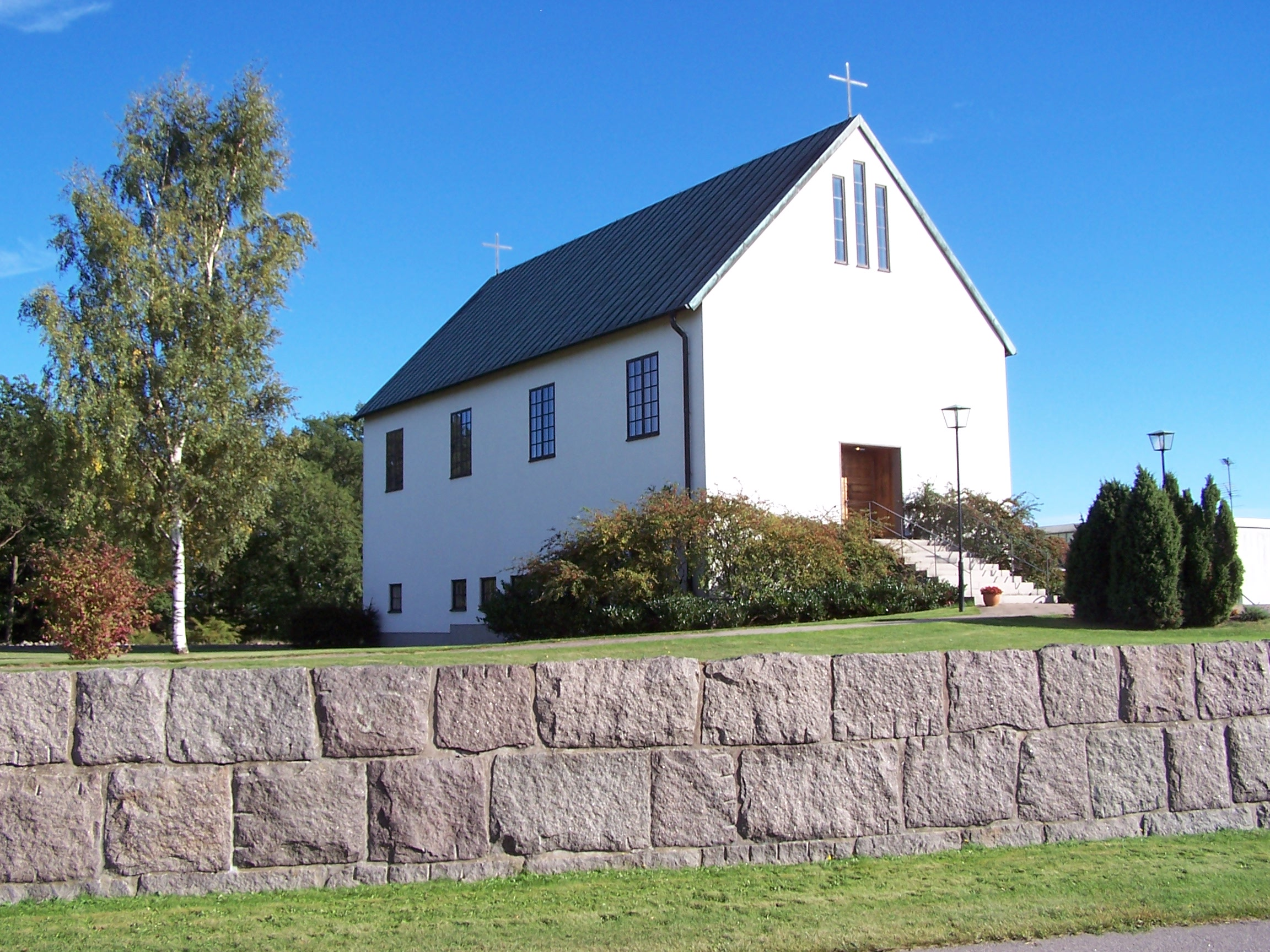
Bergkvara kapell.

Ullén, som var son till kyrkoherde Vilhelm Ullén och Selma Carlsson, avlade studentexamen i Uppsala 1918 samt utexaminerades från Kungliga Tekniska högskolan 1923 och från Kungliga Konsthögskolan 1926. Han var anställd på olika arkitektkontor 1922–1929, tjänstgjorde vid Stockholms stads byggnadsnämnd 1927–1930, på Byggnadsstyrelsens kulturhistoriska byrå 1929–1930, på dess stadsplanebyrå 1933, var biträdande länsarkitekt i Stockholms län 1931–1934, byggnadskonsulent och byggnadsinspektör i förstadssamhällen till Stockholm, tillförordnad stadsarkitekt i Karlskrona stad 1934, arkitekt i Byggnadsstyrelsen samma år, stadsarkitekt i Karlskrona stad 1935–1962 och bedrev egen arkitektverksamhet där från 1962.
Ullén var styrelseledamot i Svenska Arkitekters Riksförbund, ledamot av brandstyrelsen i Karlskrona 1935–1938 och av kulturvårdsnämnden 1959–1962. Han ritade bland annat hyreshus, villor, skolor, Folkets hus i Karlskrona, Bergkvara kapell, Högstorps kyrka i Växjö och restaurerade bland annat Amiralitetskyrkan i Karlskrona. Han skrev artiklar i facktidskrifter och dagstidningar. Sigge Ullén är gravsatt i minneslunden på Hässelby begravningsplats.